# Divisione di Cowper
La divisione di Cowper è una divisione elettorale australiana nello stato del Nuovo Galles del Sud. La divisione fu creata nel 1901 e dedicata a Charles Cowper, uno dei primi premier del Nuovo Galles del Sud. Si trova sulla costa settentrionale dello Stato. Il suo deputato più conosciuto è Sir Earle Page, primo ministro australiano nel 1939.

## Deputati
| Deputato        | Deputato       | Partito                           | Periodo   |
| --------------- | -------------- | --------------------------------- | --------- |
|                 | Francis Clarke | Partito Protezionista             | 1901–1903 |
|                 | Henry Lee      | Partito del Libero Commercio      | 1903–1906 |
|                 | John Thomson   | Partito Protezionista             | 1906–1909 |
|                 | John Thomson   | Partito Liberale del Commonwealth | 1909–1916 |
|                 | John Thomson   | Partito Nazionalista d'Australia  | 1916–1919 |
|                 | Earle Page     | Partito Nazionale d'Australia     | 1919–1961 |
|                 | Frank McGuren  | Partito Laburista Australiano     | 1961–1963 |
|                 | Ian Robinson   | Partito Nazionale d'Australia     | 1963–1984 |
| Garry Nehl      | 1984–2001      | Partito Nazionale d'Australia     |           |
| Luke Hartsuyker | 2001–2019      | Partito Nazionale d'Australia     |           |
| Pat Conaghan    | dal 2019       | Partito Nazionale d'Australia     |           |